# Mario-Rollenspiele
Seit 1996 wurden für die Jump-’n’-Run-Serie Super Mario von Nintendo mehrere Computer-Rollenspiele entwickelt.

## Super Mario RPG: Legend of the Seven Stars
Mit Super Mario RPG: Legend of the Seven Stars erschien 1996 das erste Mario-Spiel, das auf dem Genre der Rollenspiele basiert, auf dem Super Nintendo Entertainment System. Es wurde von der Firma Square entwickelt und von dem Konsolenhersteller Nintendo vertrieben. Super Mario RPG erschien damals ausschließlich in Japan und Nordamerika. Das Spiel erschien im Jahr 2008 auch in Europa auf der Virtual Console als kostenpflichtiger Download für die Wii-Konsole. Am 17. November 2023 erschien ein HD-Remake des Spieles für die Nintendo Switch unter dem verkürzten Namen Super Mario RPG.

## Paper-Mario-Reihe
Die Paper-Mario-Reihe besitzt einen eigenen Grafikstil. Charaktere und Gegenstände sind zweidimensional, während die Spielwelten dreidimensional sind. Die Charaktere wirken wie aus Papier ausgeschnitten, ähnlich der Scherenschnitttechnik.
Die Spiele wurden seit ihrer Gründung im Jahre 2000 von Intelligent Systems entwickelt, einem First-Party-Entwickler von Nintendo. Bisher sind fünf Spiele entstanden, die alle auf verschiedenen Konsolen veröffentlicht wurden.
Der Spieler übernimmt in allen Spielen die Rolle von Mario. Anders als in vielen anderen Mario-Spielen übernimmt der Spieler allerdings in einigen Spielabschnitten auch die Rolle von anderen Charakteren, wie beispielsweise Prinzessin Peach oder Bowser.

### Paper Mario
Paper Mario erschien 2000 in Japan (dort als マリオストーリー Mario Story) und 2001 in Nordamerika und Europa für die Spielkonsole Nintendo 64. Paper Mario wurde von Nintendos Entwicklerteam Intelligent Systems entwickelt. Ursprünglich sollte das Spiel Super Mario RPG 2 heißen – dies wurde aber noch vor der Veröffentlichung geändert in den jetzigen Namen Paper Mario.

### Paper Mario: Die Legende vom Äonentor
Paper Mario: Die Legende vom Äonentor (englischsprachiger Titel: Paper Mario: The Thousand-Year Door, japanischer Titel: ペーパーマリオRPG Paper Mario RPG) erschien 2004 für den Nintendo GameCube.

### Super Paper Mario
Das Jump ’n’ Run Super Paper Mario für die Konsole Wii wurde im April 2007 auf dem japanischen und nordamerikanischen Markt veröffentlicht. Der europäische Veröffentlichungstermin war der 14. September 2007. Super Paper Mario greift die Bastelbogen-Optik der Paper-Mario-Rollenspiele auf und entwickelt diese zu einem grundlegenden Spielelement fort.

### Paper Mario: Sticker Star
Zur E3 2010 wurde ein neuer Paper-Mario-Teil für den Nintendo 3DS vorgestellt. Er sollte im Herbst des Jahres erscheinen, der Erscheinungstermin wurde aber später in das Quartal Winter 2012 verlegt. Das Spielprinzip ist nicht wie im Vorgänger Super Paper Mario, sondern besinnt sich auf die Wurzeln zurück, so gibt es wieder rundenbasierte Kämpfe. Auf der E3 2012 erhielt das Spiel seinen finalen Namen: Paper Mario: Sticker Star. Entwickler ist Intelligent Systems. Paper Mario: Sticker Star erschien in Europa am 7. Dezember 2012.

### Paper Mario: Color Splash
Am 3. März 2016 wurde der neue Paper-Mario-Ableger für Wii U, Paper Mario: Color Splash, in einer Nintendo-Direct-Präsentation vorgestellt. Paper Mario: Color Splash erschien in Nordamerika und Europa am 7. Oktober 2016.
Das Spiel erhielt bereits vor der Veröffentlichung negative Resonanz, da sich der Titel zu stark an dem Vorgänger Sticker Star orientieren würde und klassische RPG-Elemente, wie in Die Legende vom Äonentor, kaum vorhanden wären. Von der Fachpresse erhielt das Spiel überwiegend positive Bewertungen; bei Metacritic erzielte es 76 von 100 Punkten.

### Paper Mario: The Origami King
Am 14. Mai 2020 kündigte Nintendo überraschend den sechsten Teil über ihre Social Media an. Dieser trägt den Namen Paper Mario: The Origami King und erschien international am Freitag, dem 17. Juli 2020.

## Mario-&-Luigi-Reihe

### Mario & Luigi: Superstar Saga
Im November 2003 erschien für den Game Boy Advance mit Mario & Luigi: Superstar Saga (japanischer Titel: マリオ＆ルイージRPG Mario & Luigi RPG) das zu der Zeit dritte Mario-Rollenspiel. Entwickelt werden die Mario-&-Luigi-Spiele von AlphaDream. Ein Remake des Spiels ist im Oktober 2017 unter dem Titel Mario & Luigi: Superstar Saga + Bowsers Schergen für den Nintendo 3DS erschienen.

### Mario & Luigi: Zusammen durch die Zeit
Der direkte Nachfolger von Mario & Luigi: Superstar Saga namens Mario & Luigi: Zusammen durch die Zeit (englischsprachiger Titel: Mario & Luigi: Partners in Time; japanischer Titel: マリオ&ルイージRPG2 Mario & Luigi RPG 2) erschien am 28. November 2005 in Japan und am 27. Januar 2006 in Europa für den Nintendo DS.

### Mario & Luigi: Abenteuer Bowser
Ein weiterer Nachfolger wurde unter dem Namen Mario & Luigi: Abenteuer Bowser (englischsprachiger Titel: Mario & Luigi: Bowser's Inside Story; japanischer Titel: マリオ&ルイージRPG3!!! Mario & Luigi RPG 3!!!) in Japan am 12. Februar 2009 für den Nintendo DS veröffentlicht. Die Veröffentlichung in Nordamerika fand am 14. September 2009 statt. In Europa ist es seit dem 9. Oktober 2009 erhältlich.
Während einer Nintendo Direct vom 11. Januar 2018 wurde ein Remake des Spiels für den Nintendo 3DS unter dem Namen Mario & Luigi: Abenteuer Bowser + Bowser Jrs Reise angekündigt. Dieses Remake erschien in Nordamerika am 11. und in Europa am 25. Januar 2019. Diese überarbeitete Version des Spiels verfügt über verbesserte Grafik und enthält eine neue Nebenhandlung unter dem Titel „Bowser Jr.s Reise“.

### Mario & Luigi: Dream Team Bros.
Der Nachfolger Mario & Luigi: Dream Team Bros. (englischsprachiger Titel: Mario & Luigi: Dream Team; japanischer Titel: マリオ&ルイージRPG4 ドリームアドベンチャー Mario & Luigi RPG 4: Dream Adventure) erschien am 18. Juli 2013 in Japan. In Europa erschien das Spiel bereits am 12. Juni 2013. Es ist der erste Teil der Mario-&-Luigi-Reihe, der für den Nintendo 3DS erschienen ist.

### Mario & Luigi: Paper Jam Bros.
Mario & Luigi: Paper Jam Bros. ist der fünfte Teil der Mario-&-Luigi-Serie. Das Spiel wurde von AlphaDream für den Nintendo 3DS entwickelt und von Nintendo veröffentlicht. Es erschien erstmals in Japan am 3. Dezember 2015. In Europa und Australien erschien es am 4. bzw. 10. Dezember 2015, in Nordamerika am 22. Januar 2016. Dort trägt es den Namen Mario & Luigi: Paper Jam.
Es wurde am 16. Juni 2015 während des Nintendo Digital Event auf der E3 2015 angekündigt.

### Mario & Luigi: Brothership

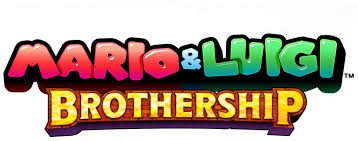
Logo

Mario & Luigi: Brothership ist der Titel des sechsten Teils der Reihe, der im Rahmen der Nintendo Direct vom 18. Juni 2024 vorgestellt wurde. Das Spiel erschien am 7. November 2024 für die Nintendo Switch. Es wurde von der Fachpresse überwiegend positiv aufgenommen und hält einen Metascore von 77/100.